# USS Flasher (SS-249)
SS-249 «Флэшер», USS Flasher (SS-249) — американская подводная лодка типа «Гато» времён Второй мировой войны. В течение 1944—1945 годов «Флэшер» совершила 6 боевых походов. «Флэшер» — самая результативная американская субмарина. Тоннаж потопленных ею японских судов составил 100 231 брт.

## Первый поход
«Флэшер» прибыла в Пёрл-Харбор 15 декабря 1943 года для подготовки к несению службы. В первое боевое дежурство лодка ушла 6 января 1944 года. 
18 января приняла боевое крещение в районе острова Миндоро (Филиппины), потопив канонерскую лодку водоизмещением 2900 тонн. 5 февраля потопила грузовое судно неподалёку от Манилы, затем, 14 февраля, ещё два грузовых судна.
27 сентября 1944 года в Южно-Китайском море в 150 морских милях к западу от острова Лусон подлодка потопила японский транспорт Урал-мару; погибло около двух тысяч японцев. Это кораблекрушение входит в 40 крупнейших морских катастроф за всю историю человечества.

## Командиры
1. Раубен Торнтон Уайтекер (25 сентября 1943 года — 31 октября 1944 года);
2. Джордж Уильям Грайдер (с 31 октября 1944 года)[1]

## Память
Рубка USS Flasher установлена в качестве мемориала в Гротоне, штат Коннектикут.